# Koronówka Taczanowskiego
Koronówka Taczanowskiego (Basileuterus trifasciatus) – gatunek małego ptaka z rodziny lasówek (Parulidae). Ptak ten występuje w zachodniej Ameryce Południowej, według IUCN nie jest zagrożony wyginięciem.

## Zasięg występowania
Koronówka Taczanowskiego występuje w zależności od podgatunku:
- B. trifasciatus nitidior – płd.-zach. Ekwador (El Oro i Loja) i sąsiadujący z nim skrajnie płn.-zach. Peru (Tumbes).
- B. trifasciatus trifasciatus – płn.-zach. Peru (płd. Piura do La Libertad)

## Taksonomia
Gatunek po raz pierwszy naukowo opisał w 1880 roku polski zoolog Władysław Taczanowski na łamach „Proceedings of the Zoological Society of London”. Jako miejsce typowe odłowu holotypu Taczanowski wskazał Callacate, w regionie Cajamarca w Peru. Okazy typowe zebrał Jan Sztolcman w dniach 21 i 27 marca 1879 roku. Podgatunek B. t. nitidior po raz pierwszy naukowo opisał w 1924 roku amerykański ornitolog Frank Michler Chapman na łamach „American Museum Novitates”. Jako miejsce typowe odłowu holotypu Chapman wskazał szlak Santa Rosa-Zaruma w prowincji El Oro w płd. Ekwadorze. Holotypem był samiec o numerze katalogowym AMNH 168.000, znajdujący się w zbiorach Amerykańskiego Muzeum Historii Naturalnej; odłowiony został 25 lipca 1920 roku przez G.K. Cherrie’ego.
Tworzy nadgatunek z koronówką szarogrzbietą (B. culicivorus), z którą uważany był za gatunek konspecyficzny. Wyróżniono dwa podgatunki.

### Etymologia
Nazwa rodzajowa: gr. βασιλευτερος basileuteros – bardziej królewski, stopień wyższy od βασιλευς basileus – król. Epitet gatunkowy: nowołac. trifasciatus – trzypasmowy, od łac. tri- – trzy-, od tres – trzy; nowołac. fasciatus – pasmowy, od łac. fascia – pasmo. Epitet nitidior: łac. nitidior, nitidioris – błyszczący, piękny, stopień wyższy od nitidus – świecący, od nitere – świecić.

## Morfologia
Długość ciała około 12,5 cm; masa ciała 8,5–11 g. Inne wymiary dla obydwu podgatunków podane przez Waltera Todda w 1929 roku przedstawia tabelka (wymiary w mm): 
|                              | Skrzydło         | Ogon             | Dziób              | Skok                 |
| ---------------------------- | ---------------- | ---------------- | ------------------ | -------------------- |
| B. t. trifasciatus ♂ (n = 6) | ♂ 56–60          | ♂ 50–53          | ♂ 10–11            | ♂ 20–21              |
| B. t. nitidior               | ♂ 53–60; ♀ 52–54 | ♂ 48–52; ♀ 46–50 | ♂ 9,5–10,5; ♀ 9–10 | ♂ 18,5–20; ♀ 18–19,5 |

U podgatunku nominatywnego środkowy pasek ciemieniowy koloru jasnoszarego, boczny pasek ciemieniowy koloru czarnego, szeroka brew i kantarek koloru szaro-białego, wąski pasek oczny koloru czarnego; pokrywy uszne ciemnoszare, z wąskim czarniawym zabarwieniem w ich tylnej części. Kark i górna część płaszcza ciemnoszare, reszta upierzenia górnych części ciała staje się oliwkowo-szara i wyraźnie oliwkowa na kuprze i ogonie. Gardło białe, pomieszane z żółtym i szarym aż do dolnej piersi, pozostała część spodu ciała bladożółta. Tęczówki ciemne, dziób czarniawy, dolna żuchwa nieco bledsza; nogi koloru cielistego. Płci podobne do siebie. Upierzenie młodych ptaków nieopisane. Podgatunek nitidior jest podobny do podgatunku nominatywnego, ale górne części ciała są bardziej oliwkowe, mniej szare i środkowy pasek ciemieniowy jest bardziej żółtawy, zwłaszcza w świeżym upierzeniu.

## Ekologia

### Środowisko i pożywienie
Koronówka Taczanowskiego jest gatunkiem osiadłym, zamieszkującym podgórski i górski las deszczowy oraz krawędzie lasu, żyjąc w przystrumieniowej roślinności w suchych lasach, nadbrzeżnych gąszczach, krzaczastych polanach i w dobrze rozwiniętym gęstym runie we wtórnym lesie. Występuje głównie na wysokości 500–2000 m n.p.m., a w płd-zach. Ekwadorze lokalnie spotykany prawie na 3000 m n.p.m. Śpiewa świergocącym i pulsującym trylem, nieznacznie wzrastającym w tonie; zwykle odzywa się ostrym, powtarzanym regularnie „tsit”. W skład diety prawdopodobnie wchodzą głównie, jeśli nie wyłącznie, bezkręgowce. W jednym z gniazd zarejestrowano różne stawonogi stanowiące jedyne źródło pożywienia. Pokarm zbierany jest na niskich i średnich poziomach, głównie w podszycie; pojedyncze ptaki, pary lub grupy rodzinne czasem dołączają do innych różnogatunkowych, żerujących stad.

### Lęgi
Sezon lęgowy przypada na okres styczeń–kwiecień podczas pory deszczowej, jaja składane są w okresie luty–marzec, niedawno opierzony, młody ptak został zaobserwowany koniec kwietnia i na początku maja. Gniazdo, umieszczane na ziemi lub głazie, jest w kształcie kopuły z bocznym wejściem, zbudowane z trawy, liści, drobnych patyczków i korzonków, pokryte mchem, trawą lub drobnymi wiórami paproci drzewiastej. W zniesieniu 2 różowo-białe z brązowymi cętkami jaja o wymiarach 17x68 mm na 13x39 mm; nie ma żadnych informacji na temat czasu trwania inkubacji i okresu pierzenia. Pisklęta karmione przez oboje rodziców, średnio 15 razy na godzinę przy jednym gnieździe.

## Status zagrożenia i ochrona
W Czerwonej księdze gatunków zagrożonych Międzynarodowej Unii Ochrony Przyrody został zaliczony do kategorii LC (ang. Least Concern – najmniejszej troski). Globalna wielkość populacji nie jest znana, ale gatunek ten określa się jako „pospolity”. Trend liczebności populacji oceniany jest jako spadkowy. Gatunek o ograniczonym zasięgu, występuje w Tumbesian Region EBA. Zagrożeniem dla tego ptaka może być trwające niszczenie jego siedlisk przez człowieka.